# Бібліографія Стівена Кінга
Ця бібліографія включає перелік творів американського письменника Стівена Кінга, який працює у жанрі жахів, трилеру, наукової фантастики та фентезі. По всьому світу було продано понад 400 мільйонів примірників його книг, багато з яких були адаптовані у художні фільми, серіали та комікси.
Кінг опублікував 63 романи, включаючи сім під псевдонімом Річард Бахман, 24 повісті та понад 170 оповідань.
Сюжети багатьох книг автора розгортаються в його рідному штаті Мен.

## Романи
Стівен Кінг є автором 63 романів (англ. novels — за класифікацією офіційного вебсайту письменника), 55 з яких він опублікував під власним ім'ям (включаючи цикл «Темна Вежа»), а ще 7 — під псевдонімом Річард Бахман.

### Під іменем Стівен Кінг
| Рік  | Назва                           | Оригінальна назва                   | Примітки |
| ---- | ------------------------------- | ----------------------------------- | --- |
| 1974 | Керрі                           | англ. Carrie                        | |
| 1975 | Салимове Лігво                  | англ. Salem's Lot                   | |
| 1977 | Сяйво                           | англ. The Shining                   | |
| 1978 | Протистояння                    | англ. The Stand                     | 1990 року вийшла повна версія роману без скорочень (англ. The Complete & Uncut Edition), яка була перекладена українською |
| 1979 | Мертва зона                     | англ. The Dead Zone                 | |
| 1980 | Та, що породжує вогонь          | англ. Firestarter                   | |
| 1981 | Куджо                           | англ. Cujo                          | |
| 1983 | Крістіна                        | англ. Christine                     | |
| 1983 | Кладовище домашніх тварин       | англ. Pet Sematary                  | |
| 1983 | Цикл перевертня                 | англ. Cycle of the Werewolf         | |
| 1984 | Очі дракона                     | англ. The Eyes of the Dragon        | |
| 1986 | Воно                            | англ. It                            | |
| 1987 | Мізері                          | англ. Misery                        | |
| 1987 | Томмінокери                     | англ. The Tommyknockers             | |
| 1989 | Темна половина                  | англ. The Dark Half                 | |
| 1991 | Необхідні речі                  | англ. Needful Things                | |
| 1992 | Джералдова гра                  | англ. Gerald's Game                 | |
| 1992 | Долорес Клейборн                | англ. Dolores Claiborne             | |
| 1994 | Безсоння                        | англ. Insomnia                      | |
| 1995 | Роза Марена                     | англ. Rose Madder                   | |
| 1996 | Зелена миля                     | англ. The Green Mile                | |
| 1996 | Відчай                          | англ. Desperation                   | |
| 1998 | Мішок з кістками                | англ. Bag of Bones                  | |
| 1999 | Дівчина, що кохала Тома Гордона | англ. The Girl Who Loved Tom Gordon | |
| 2001 | Ловець снів                     | англ. Dreamcatcher                  | |
| 2002 | З Б'юїка 8                      | англ. From A Buick 8                | |
| 2005 | Хлопець з Колорадо              | англ. The Colorado Kid              | |
| 2006 | Зона покриття                   | англ. Cell                          | |
| 2006 | Історія Лізі                    | англ. Lisey's Story                 | |
| 2008 | Острів Дума                     | англ. Duma Key                      | |
| 2009 | Під куполом                     | англ. Under the Dome                | |
| 2011 | 11/22/63                        | англ. 11/22/63                      | |
| 2013 | Країна розваг                   | англ. Joyland                       | |
| 2013 | Доктор Сон                      | англ. Doctor Sleep                  | Продовження роману «Сяйво»                                                                                                |
| 2014 | Відродження                     | англ. Revival                       | |
| 2014 | Містер Мерседес                 | англ. Mr. Mercedes                  | Перший роман трилогії про Білла Ходжеса                                                                                   |
| 2015 | Що впало, те пропало            | англ. Finders Keepers               | Другий роман трилогії про Білла Ходжеса;                                                                                  |
| 2016 | Кінець зміни                    | англ. End of Watch                  | Третій роман трилогії про Білла Ходжеса;                                                                                  |
| 2018 | Аутсайдер                       | англ. The Outsider                  | [ 5 ] |
| 2019 | Інститут                        | англ. The Institute                 | [ 6 ] [ 7 ] |
| 2021 | Згодом                          | англ. Later                         | [ 8 ] [ 9 ] |
| 2021 | Біллі Саммерс                   | англ. Billy Summers                 | [ 10 ] [ 11 ] |
| 2022 | Казка                           | англ. Fairy Tale                    | [ 12 ] [ 13 ] |
| 2023 | Голлі                           | англ. Holly                         | [ 14 ] [ 15 ] |
| 2025 | Ніколи не відступай             | англ. Never Flinch                  | [ 16 ] [ 17 ] |

#### Темна Вежа
Цикл складається з восьми романів, що оповідають про довгі мандри стрільця Роланда Діскейна. Кінцевою метою пошуків є Темна Вежа — легендарне місце, яке утримує всі світи від руйнування і хаосу. Роланд — останній член давнього лицарського ордена стрільців. Він живе у світі, що відрізняється від нашого, але має з ним низку подібностей. Політичний лад його світу — феодалізм, але він поєднує в собі технічний розвиток Америки старого Заходу і магію. Світ Роланда, як пише Кінг, «зрушив», тобто багато аксіом стали невірними. Наприклад, сонце може сходити на півночі, а заходити на сході, або полярна зоря сходить і заходить за обрій, а не залишається нерухомою в північній частині небесної сфери. Але Роланд упевнений, якщо він дійде до центру всіх світів, до Темної Вежі, він зможе піднятися на її верхній рівень, щоб побачити, хто керує всією Світобудовою, і можливо відновити порядок світу.
| Рік  | Назва                               | Оригінальна назва                                  | Примітки                                                                                          |
| ---- | ----------------------------------- | -------------------------------------------------- | ------------------------------------------------------------------------------------------------- |
| 1982 | Темна Вежа: Шукач                   | англ. The Dark Tower: The Gunslinger               | 2003 року вийшла перероблена (англ. Revised) версія роману                                        |
| 1987 | Темна Вежа II: Крізь час            | англ. The Dark Tower II: The Drawing of the Three  |                                                                                                   |
| 1991 | Темна Вежа III: Загублена земля     | англ. The Dark Tower III: The Waste Lands          |                                                                                                   |
| 1997 | Темна Вежа IV: Чаклун та сфера      | англ. The Dark Tower IV: Wizard and Glass          |                                                                                                   |
| 2003 | Темна Вежа V: Вовки Кальї           | англ. The Dark Tower V: Wolves of the Calla        |                                                                                                   |
| 2004 | Темна Вежа VI: Пісня Сюзанни        | англ. The Dark Tower VI: Song of Susannah          |                                                                                                   |
| 2004 | Темна Вежа VII: Темна Вежа          | англ. The Dark Tower VII: The Dark Tower           |                                                                                                   |
| 2012 | Темна Вежа: Вітер у замкову шпарину | англ. The Dark Tower: The Wind Through the Keyhole | Восьма частина циклу Темна Вежа, але хронологічно розташована поміж четвертою та п'ятою частинами |

#### Співавторство
| Рік  | Назва                   | Оригінальна назва         | Співавторство                       |
| ---- | ----------------------- | ------------------------- | ----------------------------------- |
| 1984 | Талісман                | англ. The Talisman        | У співавторстві з Пітером Страубом  |
| 2001 | Чорний дім              | англ. Black House         | У співавторстві з Пітером Страубом  |
| 2017 | Сплячі красуні          | англ. Sleeping Beauties   | У співавторстві з Оуеном Кінгом     |
| 2022 | Останнє завдання Ґвенді | англ. Gwendy's Final Task | У співавторстві з Річардом Чізмаром |

### Під псевдонімом Річард Бахман
| Рік  | Назва             | Оригінальна назва     |
| ---- | ----------------- | --------------------- |
| 1977 | Лють              | англ. Rage            |
| 1979 | Довга хода        | англ. The Long Walk   |
| 1981 | Дорожні роботи    | англ. Roadwork        |
| 1982 | Людина, що біжить | англ. The Running Man |
| 1984 | Той, що худне     | англ. Thinner         |
| 1996 | Регулятори        | англ. The Regulators  |
| 2007 | Блейз             | англ. Blaze           |

### Під псевдонімом Беріл Еванс
| Рік  | Назва         | Оригінальна назва           | Примітки          |
| ---- | ------------- | --------------------------- | ----------------- |
| 2016 | Чарлі Чух-Чух | англ. Charlie the Choo-Choo | Дитяча література |

## Повісті

### Збірки повістей
| Рік  | Назва                    | Оригінальна назва         |
| ---- | ------------------------ | ------------------------- |
| 1982 | Чотири сезони            | англ. Different Seasons   |
| 1990 | Чотири після півночі     | англ. Four Past Midnight  |
| 1999 | Серця в Атлантиді        | англ. Hearts in Atlantis  |
| 2010 | Повна темрява. Без зірок | англ. Full Dark, No Stars |
| 2020 | Якщо кров тече           | англ. If It Bleeds        |

### Список повістей
Стівен Кінг є автором 24 повістей (англ. novellas — за класифікацією офіційного вебсайту письменника), одноосібним автором 23 з яких виступив письменник, а ще одну — Пульт Ґвенді — створив у співавторстві з Річардом Чізмаром. Також є 14 повістей, які не входять до списку на його сайті.
| Рік  | Назва                           | Оригінальна назва                            | Перша публікація                               | Авторська збірка                |
| ---- | ------------------------------- | -------------------------------------------- | ---------------------------------------------- | ------------------------------- |
| 1980 | Туман                           | англ. The Mist                               | Антологія Темні сили (1980)                    | Команда скелетів (1985)         |
| 1982 | Ріта Гейворт і втеча з Шоушенка | англ. Rita Hayworth and Shawshank Redemption | Чотири сезони (1982)                           | Чотири сезони (1982)            |
| 1982 | Метод дихання                   | англ. The Breathing Method                   |                                                |                                 |
| 1982 | Тіло                            | англ. The Body                               |                                                |                                 |
| 1982 | Здібний учень                   | англ. Apt Pupil                              |                                                |                                 |
| 1984 | Балада про гнучку кулю          | англ. The Ballad of the Flexible Bullet      | Журнал Фентезі & Сайнс фікшн, червень 1984     | Команда скелетів (1985)         |
| 1985 | Кадилак Долана                  | англ. Dolan's Cadillac                       | Castle Rock (лютий-червень)                    | Кошмари та сновидіння (1993)    |
| 1990 | Лангольєри                      | англ. The Langoliers                         | Чотири після півночі (1990)                    | Чотири після півночі (1990)     |
| 1990 | Бібліотечний полісмен           | англ. The Library Policeman                  |                                                |                                 |
| 1990 | Таємне вікно, таємний сад       | англ. Secret Window, Secret Garden           |                                                |                                 |
| 1990 | Сонячний пес                    | англ. The Sun Dog                            |                                                |                                 |
| 1994 | Сліпий Віллі                    | англ. Blind Willie                           | Журнал Антей (1994)                            | Серця в Атлантиді (1999)        |
| 1997 | Все можливо                     | Everything's Eventual                        | Журнал «Фентезі & Сайнс фікшн», жовтень 1997   | Все можливо (2002)              |
| 1999 | Ниці люди в жовтих плащах       | англ. Low Men in Yellow Coats                | Серця в Атлантиді (1999)                       | Серця в Атлантиді (1999)        |
| 1999 | Серця в Атлантиді               | англ. Hearts in Atlantis                     |                                                |                                 |
| 1999 | Тіні ночі спадають з небес      | англ. Heavenly Shades of Night Are Falling   |                                                |                                 |
| 1999 | Для чого ми у В'єтнамі?         | англ. Why We're in Vietnam                   |                                                |                                 |
| 2000 | Верхи на кулі                   | англ. Riding the Bullet                      | окреме видання (14 березня)                    | Все можливо (2002)              |
| 2008 | N.                              | англ. N.                                     | —                                              | Коли впаде темрява (2008)       |
| 2008 | Дуже тісний кут                 | англ. A Very Tight Place                     | Timothy McSweeney's Quarterly Concern, червень | Коли впаде темрява (2008)       |
| 2009 | Ур                              | англ. Ur                                     | Електронна книга (2009)                        | Ярмарок нічних жахіть (2015)    |
| 2009 | Мораль                          | англ. Morality                               | Есквайр, липень                                | Ярмарок нічних жахіть (2015)    |
| 2010 | Біллі Блокада                   | англ. Blockade Billy                         | Окреме видання (2010)                          | Ярмарок нічних жахіть (2015)    |
| 2010 | 1922                            | англ. 1922                                   | Повна темрява. Без зірок (2010)                | Повна темрява. Без зірок (2010) |
| 2010 | Великий водій                   | англ. Big Driver                             |                                                |                                 |
| 2010 | Справедливе подовження          | англ. Fair Extension                         |                                                |                                 |
| 2010 | Нормальний шлюб                 | англ. A Good Marriage                        |                                                |                                 |
| 2017 | Пульт Ґвенді                    | англ. Gwendy's Button Box                    | Окреме видання (2017)                          | —                               |
| 2018 | Піднесення                      | англ. Elevation                              | Окреме видання (2018)                          | —                               |
| 2020 | Щур                             | англ. Rat                                    | Якщо кров тече (2020)                          | Якщо кров тече (2020)           |
| 2020 | Якщо кров тече                  | англ. If It Bleeds                           |                                                |                                 |
| 2020 | Життя Чака                      | англ. The Life of Chuck                      |                                                |                                 |
| 2020 | Телефон містера Герріґена       | англ. Mr. Harrigan's Phone                   |                                                |                                 |
| 2024 | Два талановиті негідники        | англ. Two Talented Bastids                   | Похмурі історії, як ви любите                  | Похмурі історії, як ви любите   |
| 2024 | Нічне жахіття Дені Кофліна      | англ. Danny Coughlin's Bad Dream             |                                                |                                 |
| 2024 | Гримучі змії                    | англ. Rattlesnakes                           |                                                |                                 |
| 2024 | Мрійники                        | англ. The Dreamers                           |                                                |                                 |
| 2024 | Чоловік-відповідь               | англ. The Answer Man                         |                                                |                                 |

## Оповідання

### Збірки оповідань
| Рік  | Назва                         | Оригінальна назва              |
| ---- | ----------------------------- | ------------------------------ |
| 1978 | Нічна зміна                   | англ. Night Shift              |
| 1985 | Команда скелетів              | англ. Skeleton Crew            |
| 1993 | Кошмари та сновидіння         | англ. Nightmares & Dreamscapes |
| 2002 | Все можливо                   | англ. Everything's Eventual    |
| 2008 | Коли впаде темрява            | англ. Just After Sunset        |
| 2015 | Ярмарок нічних жахіть         | англ. The Bazaar of Bad Dreams |
| 2024 | Похмурі історії, як ви любите | англ. You Like It Darker       |

## П'єси
| Рік  | Назва           | Оригінальна назва         | Перша публікація                                          |
| ---- | --------------- | ------------------------- | --------------------------------------------------------- |
| 1990 | Вечір у Бога    | англ. An Evening at God's | Інститут удосконалення театрального мистецтва (23 квітня) |
| 2017 | Тонкі декорації | англ. Thin Scenery        | Ploughshares (літо)                                       |

## Виноски
1. ↑  Продовження роману «Талісман».
2. ↑  Це третя книга з трилогії про Ґвенді Петерсон. Другу книгу трилогії — Чарівне перо Ґвенді[fr] — Річард Чізмар написав одноосібно, а перша — Пульт Ґвенді — вийшла у форматі повісті.
3. ↑  Інший варіант перекладу — «Переслідуваний».
4. ↑  Інший варіант перекладу — «Схудлий».
5. ↑  У співавторстві з Річардом Чізмаром.